# Cathédrale de carton
La cathédrale anglicane de transition de Christchurch en Nouvelle-Zélande, siège provisoire du diocèse anglican du même nom, a été construite dans les années 2010 pour remplacer la cathédrale néo-gothique fortement endommagée par un séisme en 2011. 
Elle est située sur le site de l'église Saint-Jean-Baptiste au coin des rues Hereford et Madras sur Latimer Square. 

## Histoire
Les principaux dommages causés à la cathédrale de Christchurch ont été causés par le tremblement de terre du 22 février 2011 avec sa flèche est tombée au sol. La cathédrale est alors fermée et en raison de répliques, l'église subit encore plus de dommage avec la perte de sa rosace en juin 2011. La décision est prise de démolir la cathédrale après que l'édifice soit désacralisé en novembre 2011.
Pour assurer la transition entre les deux édifices, une cathédrale temporaire est édifiée dans la ville entre 2012 et 2013. Réalisée par l'architecte japonais Shigeru Ban, celle-ci est notamment construite en carton renforcé et est prévue pour durer 50 ans.La capacité est de 700 places et le plafond s'élève à 21 mètres au niveau de l'autel. La structure est en tubes de carton, en poutre de bois et en acier. Les fondations sont en béton et les murs formés par des conteneurs.
À l'origine, le bâtiment devait être érigé à la date anniversaire du séisme, c'est-à-dire en février 2012, mais ce n'est qu'en avril 2012 que le site a été consacré, et la construction a commencé le 24 juillet 2012. Bien que la construction devait être achevée d'ici Noël 2012, elle a été reportée à plusieurs reprises. Le 2 août 2013, l'entrepreneur remet à l'évêque une clé symbolique en carton.
Le bâtiment a été ouvert aux fidèles le 6 août 2013 et le 15 août, il a été officiellement mis en service